# 1214
| [ Edytuj tabelę ]                          |                                                                     |
| Książę Małopolski                          | - 1211 Leszek Biały 1227                                            |
| Książę Wielkopolski                        | - 1202 Władysław III Laskonogi 1229 - 1208 Władysław Odonic 1218    |
| Król Angkoru                               | - 1181 Dżajawarman VII 1218                                         |
| Król Anglii                                | - 1199 Jan bez Ziemi 1216                                           |
| Król Aragonii i Walencji, hrabia Barcelony | - 1213 Jakub I Zdobywca 1276                                        |
| Książę Bawarii                             | - 1183 Ludwik I 1231                                                |
| Margrabia Brandenburgii                    | - 1205 Albrecht II 1220                                             |
| Książę Burgundii                           | - 1192 Eudes III 1218                                               |
| Cesarz Bizancjum                           | - 1204 Teodor I Laskarys 1222                                       |
| Car Bułgarii                               | - 1207 Borił 1218                                                   |
| Cesarz Chin                                | - 1194 Song Ningzong 1224                                           |
| Król Cypru                                 | - 1205 Hugo I 1218                                                  |
| Król Czech                                 | - 1198 Przemysł Ottokar I 1230                                      |
| Król Danii                                 | - 1202 Waldemar II Zwycięski 1241                                   |
| Władca Egiptu                              | - 1199 Al-Adil 1218                                                 |
| Cesarz Etiopii                             | - 1189 Gebre Meskel 1229                                            |
| Król Francji                               | - 1180 Filip II August 1223                                         |
| Król Gruzji                                | - 1213 Jerzy IV Lasza 1222                                          |
| Cesarz Japonii                             | - 1210 Juntoku 1221                                                 |
| Kalif                                      | - 1180 An-Nasir 1225                                                |
| Król Kastylii                              | - 1158 Alfons VIII Szlachetny 1214 - 1214 Henryk I Kastylijski 1217 |
| Patriarcha Konstantynopola                 | - 1213 Teodor II Irenik 1215                                        |
| Władca Korei                               | - 1213 Kojong 1259                                                  |
| Król Leónu                                 | - 1188 Alfons IX 1230                                               |
| Cesarz Łaciński                            | - 1205 Henryk Flandryjski 1216                                      |
| Kalif Maroka                               | - 1213 Abu Jusuf II 1224                                            |
| Król Nawarry                               | - 1194 Sanczo VII 1234                                              |
| Król Norwegii                              | - 1204 Inge II Baardsson 1217                                       |
| Hrabia Palatynatu                          | - 1211 Henryk VI z Welf 1214 - 1214 Ludwik I Wittelsbach 1227       |
| Papież                                     | - 1198 Innocenty III 1216                                           |
| Król Portugalii                            | - 1211 Alfons II 1223                                               |
| Sułtan Rumu                                | - 1211 Kajkawus I 1220                                              |
| Książę Rusi halickiej                      | - 1213 Mścisław I Niemy 1216                                        |
| Cesarz Rzymski (niemiecki)                 | - 1209 Otto IV 1218                                                 |
| Książę Saksonii                            | - 1212 Albrecht I 1260                                              |
| Król Szkocji                               | - 1165 Wilhelm I 1214 - 1214 Aleksander II 1249                     |
| Król Szwecji                               | - 1208 Eryk X Knutsson 1216                                         |
| Doża Wenecji                               | - 1205 Pietro Ziani 1229                                            |
| Król Węgier                                | - 1205 Andrzej II 1235                                              |
| Wielki mistrz zakonu krzyżackiego          | - 1209 Hermann von Salza 1239                                       |

Rok 1214 / MCCXIV
stulecia: XII wiek ~
XIII wiek ~
XIV wiek

lata: 1204 «
1209 «
1210 «
1211 «
1212 «
1213 «
1214
» 1215
» 1216
» 1217
» 1218
» 1219
» 1224

## Wydarzenia w Polsce
- Na Spiszu zawarto traktat (zwany spiskim) między Leszkiem Białym a królem węgierskim Andrzejem II w sprawie Rusi Halickiej. Zakończyło to okres walk o panowanie nad Rusią Halicką. Dla przypieczętowania ugody mający zasiąść na tronie w Haliczu królewicz węgierski Koloman miał pojąć za żonę córkę Leszka Białego, Salomeę.
- Wleń otrzymał prawa miejskie.

## Wydarzenia na świecie
- 16 lutego – wojska angielskie pod wodzą króla Jana bez Ziemi przeprawiły się na kontynent i zajęły francuski port La Rochelle.
- 27 lipca – bitwa pod Bouvines: Jan bez Ziemi, Otto IV i hrabia Flandrii Ferrand pokonani przez króla Francji Filipa II Augusta[1].
- 4 grudnia – Aleksander II został królem Szkocji.
- Traktat w Nymfaion – wzajemne uznanie się Cesarstwa Bizantyńskiego i Łacińskiego[1].

## Urodzili się
- 25 kwietnia – Ludwik IX Święty, król Francji (zm. 1270).

## Zmarli
- 14 września – Albert Avogadro, łaciński patriarcha Jerozolimy, męczennik, błogosławiony (ur. ok. 1149)
- 5 października – Alfons VIII, król Kastylii (ur. 1155).
- 4 grudnia – Wilhelm I Lew, król Szkocji (ur. 1142/1143).